# The Bad Touch
"The bad touch" eller "Discovery Channel" er en sang af The Bloodhound Gang. Det var den første single på deres 3. album Hooray for Boobies og blev meget populær.
Sangen handler som så mange andre Bloodhound Gang-sange om sex.
| Musik | Spire Denne musikartikel er en spire som bør udbygges. Du er velkommen til at hjælpe Wikipedia ved at udvide den. |